# خالد الدايل
خالد بن سليمان الدايل لاعب كرة قدم سعودي دولي سابق، لعب في مركز حارس المرمى لنادي الهلال. حصل الدايل مع الهلال على كأس آسيا للأندية أبطال الدوري عام 1991م، حين تصدى لركلة الجزاء الترجيحية الأخيرة التي أعطت البطولة للهلال, واعتزل كرة القدم ذلك الموسم، كما لعب للمنتخب السعودي في كأس العرب عام 1992م، وهو يحمل أفضل رقم تاريخي بالدوري السعودي في قلة عدد الأهداف التي دخلت مرماه في الدوري عندما كان يلعب مع نادي الهلال السعودي، وقد شكل وقتها صمام أمان كبير في حراسة الهلال والمنتخب السعودي بصحبة الحارس العملاق المعتزل عبد الله الدعيع.
بعد اعتزاله عاد ليكمل مشوار دراسته حتى حصل على درجة الماجستير والدكتوراة في الدراسات الإسلامية من جامعة الإمام محمد بن سعود الإسلامية بالرياض. عمل سنة 1997 مديراً لمدرسة الجزيرة الثانوية بالرياض، ولكنه لم يستمر أكثر من سنة. بعد ذلك تفرغ لعمل المحاضرات التوعوية والدينية قبل أن يفتتح قناته الأولى وهي قناة روائع الفضائية الشبابية وهي قناة إسلامية شبابية, ومن خلالها شكل مع الثنائي الشيخ صالح الحمودي والشيخ سليمان الجبيلان ثلاثي مميز في أغلب البرامج والانشطة التي يشاركون بها.